# 2-甲氧基丙烯
2-甲氧基丙烯，是一种醚。在有机合成中，2-甲氧基丙烯试剂可以保护醇羟基，也可以将二元醇转化为缩丙酮化合物。
2-甲氧基丙烯可以通过2,2-二甲氧基丙烷消除甲醇制备，或者通过丙炔或丙二烯与甲醇加成制备。